# 9059 Dumas
9059 Dumas è un asteroide della fascia principale. Scoperto nel 1992, presenta un'orbita caratterizzata da un semiasse maggiore pari a 2,1659429 UA e da un'eccentricità di 0,0793916, inclinata di 2,89213° rispetto all'eclittica.